# Estación de Screen

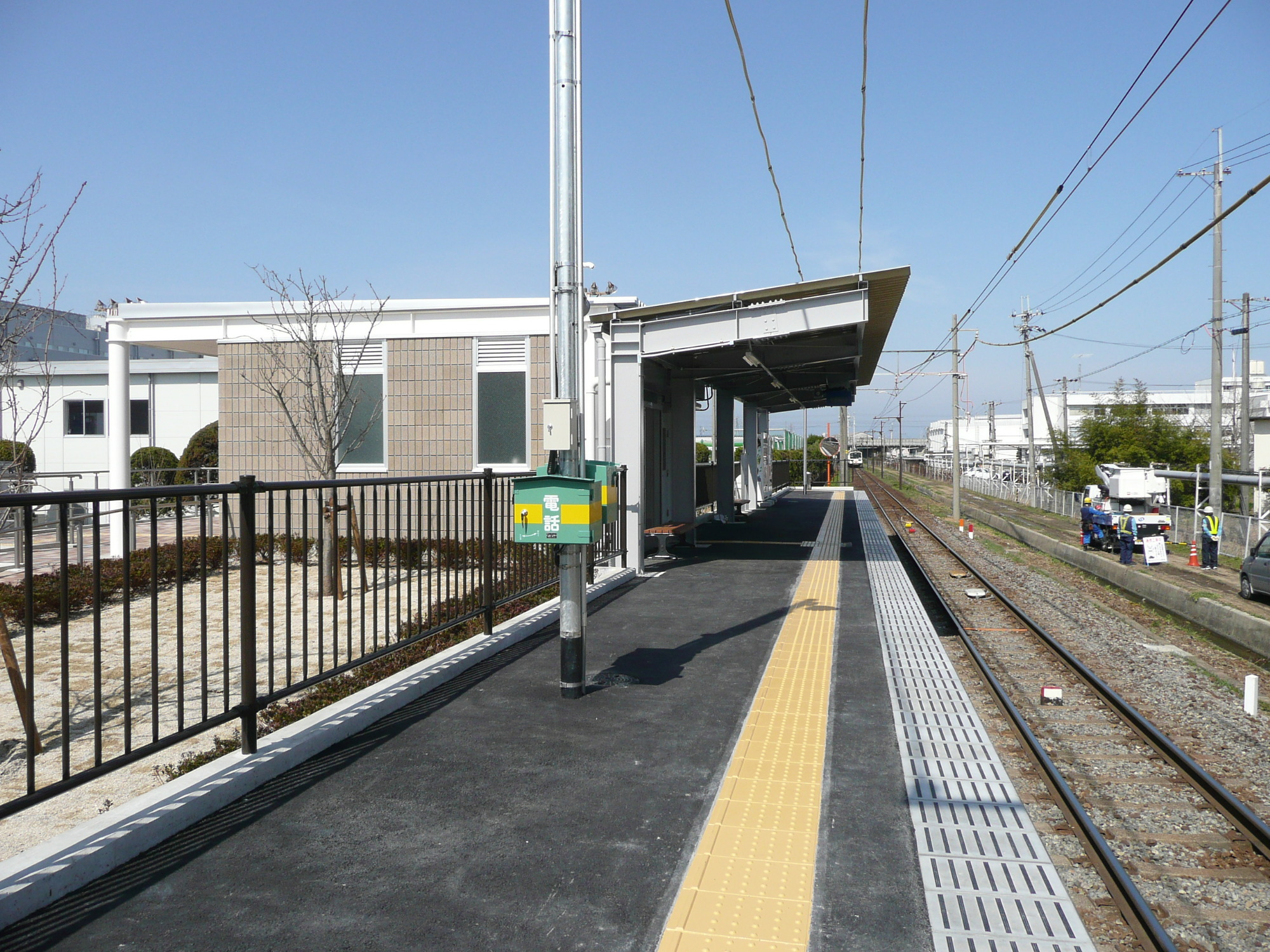
Andén de la Estación de Screen

La Estación de Screen (スクリーン駅 Sukurīn-eki?) es una estación de tren localizada en Hikone, Shiga, Japón. La estación recibe su nombre de la empresa Dainippon Screen Mfg. Co., Ltd., dado que la estación está pensada para los trabajadores de sus oficinas en Hikone.

## Líneas
- Ohmi Railway
  - Línea Taga

## Andenes
La estación consiste en una andén con una sola vía. 

## Historia
La construcción empezó el 5 de diciembre de 2007, y la estación abrió el 15 de marzo de 2008.

## Estaciones adyacentes
| «                          | «                          | Servicio                   | »                          | »                          |
| Línea Taga de Ohmi Railway | Línea Taga de Ohmi Railway | Línea Taga de Ohmi Railway | Línea Taga de Ohmi Railway | Línea Taga de Ohmi Railway |
| -------------------------- | -------------------------- | -------------------------- | -------------------------- | -------------------------- |
| Takamiya                   |                            | Local                      |                            | Taga Taisha-mae            |